# Natació al Campionat del Món de natació de 2015 – 4 × 100 m lliures masculí
La prova de 4 × 100 m lliures masculí es va celebrar el dia 2 d'agost al Kazan Arena Stadium a Kazan.

## Rècords
Els rècords del món abans de començar la prova:
| Rècord del món       | Estats Units · Michael Phelps (47,51) · Garrett Weber-Gale (47,02) · Cullen Jones (47,65) · Jason Lezak (46,06) | 3:08,24 | Pequín, Xina | 11 d'agost de 2008   |
| Rècord del campionat | Estats Units · Michael Phelps (47,78) · Ryan Lochte (47,03) · Matt Grevers (47,61) · Nathan Adrian (46,79)      | 3:09,21 | Roma, Itàlia | 26 de juliol de 2009 |

## Resultats
Les sèries es van disputar a les 12:10.

   *   Finalistes
| Posició | Sèrie | Carril | País            | Nedadors                                                                                                  | Temps   | Notes |
| ------- | ----- | ------ | --------------- | --- | ------- | ----- |
| 1       | 3     | 9      | Rússia          | Andrey Grechin (48,42) Danila Izotov (48,08) Vladimir Morozov (48,00) Alexandr Sukhorukov (47,96)         | 3:12,46 | Q     |
| 2       | 2     | 2      | Brasil          | Marcelo Chierighini (48,65) Matheus Santana (48,25) Bruno Fratus (48,55) João de Lucca (48,54)            | 3:13,99 | Q     |
| 3       | 2     | 6      | Itàlia          | Luca Dotto (48,92) Marco Orsi (47,91) Michele Santucci (48,98) Filippo Magnini (48,63)                    | 3:14,44 | Q     |
| 4       | 2     | 4      | França          | Mehdy Metella (48,51) Lorys Bourelly (49,11) Fabien Gilot (48,12) Clément Mignon (48,79)                  | 3:14,53 | Q     |
| 5       | 2     | 8      | Japó            | Katsumi Nakamura (48,60) Shinri Shioura (48,46) Yuki Kobori (48,83) Takuro Fujii (48,87)                  | 3:14,76 | Q     |
| 6       | 3     | 6      | Canadà          | Santo Condorelli (48,25) Karl Krug (49,19) Evan van Moerkerke (49,37) Yuri Kisil (48,19)                  | 3:15,00 | Q     |
| 7       | 3     | 2      | Polònia         | Paweł Korzeniowski (49,21) Kacper Majchrzak (48,42) Jan Holub (49,39) Konrad Czerniak (48,16)             | 3:15,18 | Q     |
| 8       | 3     | 8      | R.P. de la Xina | Ning Zetao (48,36) Lin Yongqing (48,85) Xu Qiheng (49,44) Yu Hexin (48,82)                                | 3:15,47 | Q     |
| 9       | 2     | 0      | Bèlgica         | Jasper Aerents (49,37) Emmanuel Vanluchene (49,21) Pieter Timmers (47,85) Glenn Surgeloose (49,07)        | 3:15,50 |       |
| 10      | 2     | 1      | Regne Unit      | Calum Jarvis (49,27) Ben Proud (48,93) Robert Renwick (48,82) Duncan Scott (48,68)                        | 3:15,70 |       |
| 11      | 4     | 3      | Estats Units    | Jimmy Feigen (49,21) Anthony Ervin (49,69) Matt Grevers (48,67) Conor Dwyer (48,44)                       | 3:16,01 |       |
| 11      | 4     | 7      | Alemanya        | Maximilian Oswald (49,71) Steffen Deibler (48,24) Marco di Carli (48,83) Paul Biedermann (49,23)          | 3:16,01 |       |
| 13      | 3     | 3      | Austràlia       | Tommaso D'Orsogna (49,75) Kyle Chalmers (47,92) Matthew Abood (48,78) Ashley Delaney (49,89)              | 3:16,34 |       |
| 14      | 4     | 5      | Grècia          | Odysseus Meladinis (49,96) Kristian Gkolomeev (48,44) Christos Katrantzis (49,26) Andreas Vazaios (49,17) | 3:16,83 |       |
| 15      | 4     | 2      | Turquia         | Iskender Baslakov (50,24) Doğa Çelik (49,20) Kaan Turker Ayar (49,72) Kemal Arda Gürdal (48,81)           | 3:17,97 |       |
| 16      | 2     | 5      | Romania         | Marius Radu (49,40) Daniel Macovei (49,66) Alexandru Coci (49,84) Robert Glinta (49,23)                   | 3:18,13 |       |
| 17      | 4     | 1      | Israel          | Liran Konovalov (50,10) Yakov Toumarkin (49,42) Ziv Kalontarov (50,18) David Gamburg (48,61)              | 3:18,31 |       |
| 18      | 4     | 4      | Belarús         | Arseni Kukharau (49,89) Anton Latkin (50,14) Yauhen Tsurkin (49,25) Artsiom Machekin (49,12)              | 3:18,40 |       |
| 19      | 4     | 8      | Lituània        | Simonas Bilis (49,49) Mindaugas Sadauskas (49,78) Povilas Strazdas (50,33) Tadas Duškinas (50,55)         | 3:20,15 |       |
| 20      | 3     | 1      | Egipte          | Omar Eissa (50,43) Mohamed Khaled (49,79) Marwan El-Kamash (49,83) Ali Khalafalla (50,54)                 | 3:20,59 |       |
| 21      | 3     | 4      | Sèrbia          | Ivan Lenđer (49,95) Uroš Nikolić (50,47) Andrej Barna (49,91) Boris Stojanović (50,88)                    | 3:21,21 |       |
| 22      | 4     | 6      | Estònia         | Ralf Tribuntsov (50,16) Kregor Zirk (50,46) Martti Aljand (50,85) Pjotr Degtjarjov (50,08)                | 3:21,55 |       |
| 23      | 3     | 0      | Veneçuela       | Cristian Quintero (49,45) Albert Subirats (50,67) Daniele Tirabassi (50,62) Jesús López (51,06)           | 3:21,80 |       |
| 24      | 4     | 0      | Suïssa          | Alexandre Haldemann (50,21) Nils Liess (50,55) Jean-Baptiste Febo (51,01) Nico van Duijn (50,84)          | 3:22,61 |       |
| 25      | 3     | 7      | Mèxic           | Alejandro Escudero (51,03) Lorenzo Loria (51,26) Mateo González (50,73) Daniel Ramirez Carranza (50,47)   | 3:23,49 |       |
| 26      | 4     | 9      | Ucraïna         | Vitalii Alpatov (51,40) Bogdan Plavin (52,00) Illia Teslenko (50,37) Andriy Hovorov (50,30)               | 3:24,07 |       |
| 27      | 1     | 5      | Uzbekistan      | Daniil Tulupov (50,40) Daniil Bukin (53,36) Aleksey Derlyugov (51,26) Khurshidjon Tursunov (51,34)        | 3:26,36 |       |
| 28      | 2     | 3      | Singapur        | Quah Zheng Wen (51,13) Yeo Kai Quan (50,82) Pang Sheng Jun (51,78) Khoo Chien Yin Lionel (53,28)          | 3:27,01 |       |
| 29      | 2     | 7      | Paraguai        | Charles Hockin Brusquetti (51,21) Matias Lopez (52,07) Renato Prono (55,18) Ben Hockin (49,58)            | 3:28,04 |       |
| 30      | 1     | 3      | Índia           | Aaron D'Souza (51,38) Virdhawal Khade (51,70) Saurabh Sangvekar (53,56) Sajan Prakash (52,32)             | 3:28,96 |       |
| 31      | 1     | 4      | Kuwait          | | DNS     |       |
| 31      | 3     | 5      | Uruguai         | | DNS     |       |

### Final
La final es va disputar a les 19:03.
| Posició | Carril | Nedadors                                                                                             | País            | Temps   | Notes |
| ------- | ------ | --- | --------------- | ------- | ----- |
| 1       | 6      | Mehdy Metella (48,37) Florent Manaudou (47,93) Fabien Gilot (47,08) Jérémy Stravius (47,36)          | França          | 3:10,74 |       |
| 2       | 4      | Andrey Grechin (48,60) Nikita Lobintsev (47,98) Vladimir Morozov (46,95) Alexandr Sukhorukov (47,66) | Rússia          | 3:11,19 |       |
| 3       | 3      | Luca Dotto (48,75) Marco Orsi (47,75) Michele Santucci (48,48) Filippo Magnini (47,55)               | Itàlia          | 3:12,53 |       |
| 4       | 5      | Marcelo Chierighini (48,54) Matheus Santana (48,20) Bruno Fratus (48,08) João de Lucca (48,40)       | Brasil          | 3:13,22 |       |
| 5       | 1      | Paweł Korzeniowski (48,77) Kacper Majchrzak (48,50) Jan Holub (49,09) Konrad Czerniak (47,76)        | Polònia         | 3:14,12 |       |
| 6       | 2      | Katsumi Nakamura (49,10) Shinri Shioura (48,35) Yuki Kobori (48,69) Takuro Fujii (48,90)             | Japó            | 3:15,04 |       |
| 7       | 8      | Ning Zetao (48,37) Yu Hexin (48,71) Lin Yongqing (49,18) Xu Qiheng (49,15)                           | R.P. de la Xina | 3:15,41 |       |
| 8       | 7      | Santo Condorelli (48,33) Yuri Kisil (48,73) Karl Krug (49,51) Evan van Moerkerke (49,37)             | Canadà          | 3:15,94 |       |